# Arabicakaffe
 Der er for få eller ingen kildehenvisninger i denne artikel, hvilket er et problem. Du kan hjælpe ved at angive troværdige kilder til de påstande, som fremføres i artiklen.

Arabicakaffe eller ægte kaffe (Coffea arabica) er den art af kaffe, som var den første, der blev taget ind til dyrkning og som er den mest udbredte i verden. Arabicakaffe udgør 70-75 % af verdens produktion. Bærrene og særligt kernerne indeholder det opkvikkende stof koffein.

## Beskrivelse
Planten er et lille, stedsegrønt træ med en tæt, ægformet, men senere noget uregelmæssig krone. Barken er først lysegrøn og glat, senere bliver den rødbrun, og til sidst er den lyst grålig. Knopperne sidder modsat, og de er spidse og udspærrede.
Træet kan i flere egne af Brasilien gro op til 7,5 meter, hvilket skyldes en blanding af tørke og luftfugtigheden i det brasilianske klima.
Bladene er ovale og læderagtige med hel, bølget rand. Oversiden er blank og mørkegrøn, mens undersiden er lysegrøn. Blomsterne sidder i tætte stande fra bladhjørnerne. De enkelte blomster er hvide og regelmæssige. Frugterne er saftige bær med to kerner, de såkaldte kaffebønner.
Rodsystemet består af en kort, men kraftig pælerod med siderødder ud i alle retninger og med et tæt filt af finrødder.
Højde x bredde og årlig tilvækst: 10 x 3 m (25 x 10 cm/år). Målene kan anvendes ved udplantning.

## Hjemsted
Ægte kaffe har sin naturlige udbredelse i Etiopien, og i den sydvestlige del (Yayu-området) findes der regnskove i 1.200-1.700 m højde, hvor arten vokser sammen med bl.a. Abutilon cecilli (en art af klokketræ), afrikansk blomme, Capparis tomentosa (en art af kapers-slægten), Celtis africana (en art af nældetræ), Clematis longicauda (en art af skovranke), Diospyros abyssinica (en art af ibenholt), duftdracæna, Jasminum abyssinicum (en art af jasmin), kap-oliven, Phoenix reclinata (en art af daddelpalme), Phytolacca dodecandra (en art af kermesbær), Pittosporum viridiflorum (en art af klæbefrø), Rhoicissus tridentata (en art af hjertevin), Rhus ruspoli (en art af sumak), Schefflera abyssinica (en art af paraplytræ), Senna petersiana  (en art af sennes) og Stereospermum kanthianum (en art af stueask).

## Anvendelse
De tørrede og ristede frugtkerner bruges i brygning af kaffe og som smagsgiver i talrige produkter. Denne art regnes for den bedste af flere dyrkede.
| Portal | Portal:Botanik |

## Note
1. ↑  Forskelle Mellem Arabica og Robusta Bønner
2. ↑  Tadesse Woldemariam Gole: Vegetation of the Yayu forest in SW Ethiopia (engelsk)